# باب نیوتن (بازیکن فوتبال، زاده ۱۹۵۶)
باب نیوتن (انگلیسی: Bob Newton؛ زادهٔ ۲۳ نوامبر ۱۹۵۶) بازیکن فوتبال اهل بریتانیا است.
از باشگاه‌هایی که در آن بازی کرده‌است می‌توان به باشگاه فوتبال هارتل پول یونایتد، باشگاه فوتبال استوک‌پورت کانتی، باشگاه فوتبال بریستول راورز، باشگاه فوتبال چسترفیلد، باشگاه فوتبال بوستون یونایتد، باشگاه فوتبال هادرزفیلد تاون، و باشگاه فوتبال پورت ویل اشاره کرد.